# 丹波口駅
丹波口駅（たんばぐちえき）は、京都府京都市下京区中堂寺南町にある、西日本旅客鉄道（JR西日本）山陰本線の駅。駅番号はJR-E03。「嵯峨野線」の愛称区間に含まれている。
かつての平安京の朱雀大路の跡（千本通）の一部を南北に走る山陰本線が、五条通（国道9号）と交差する位置にある。駅名は京の七口の一つ「丹波口」に由来する。

## 歴史
- 1897年（明治30年）

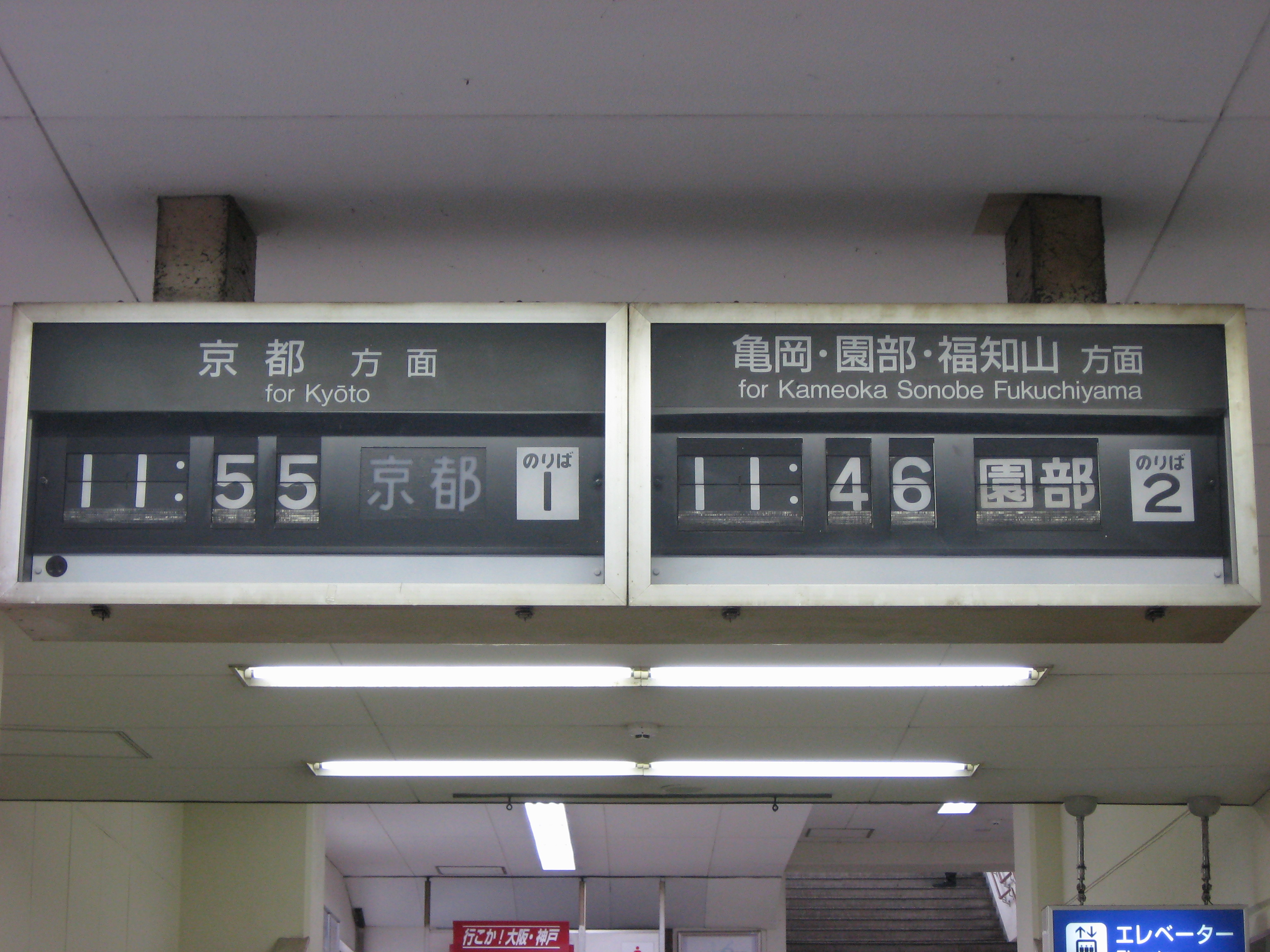
かつて改札口の上部にあった反転フラップ式案内表示機。上り列車は京都行きしか設定されていないため、反転式とせず固定表示であった（2008年1月）

  - 4月27日：京都鉄道の大宮駅から二条駅間の延伸に伴い開業する[2]。
  - 11月16日：京都鉄道が大宮駅から京都駅まで延伸される。
- 1899年（明治32年）8月1日：大宮駅廃止により、隣の駅が京都駅となる。
- 1907年（明治40年）8月1日：京都鉄道が国有化される[2]。
- 1909年（明治42年）10月12日：線路名称が制定され、京都線の所属となる。
- 1912年（明治45年）3月1日：線路名称が改定され、京都線が山陰本線に編入されたことに伴い、当駅もその所属となる。
- 1918年（大正7年）9月10日：梅小路までの東海道本線貨物支線（山陰連絡線）が開通する[3]。
- 1927年（昭和2年）12月1日：京都市中央卸売市場への専用線が開通する[2]。
- 1976年（昭和51年）3月16日：高架化にともない、北へ500メートルの位置に移転する[2]。貨物の取り扱い業務を新設の京都市場駅へ移管する[3]。
- 1984年（昭和59年）2月1日：京都市場駅が廃止となる[3]。
- 1987年（昭和62年）4月1日：国鉄分割民営化により、西日本旅客鉄道（JR西日本）の駅となる[2]。
- 1988年（昭和63年）3月13日：路線愛称の制定により、「嵯峨野線」の愛称を使用開始。
- 1998年（平成10年）9月3日：自動改札機を設置し、供用開始[4]。
- 2003年（平成15年）11月1日：ICカード「ICOCA」の利用が可能となる。
- 2006年（平成18年）4月1日：JR貨物が梅小路までの東海道本線貨物支線の第二種鉄道事業を廃止。
- 2009年（平成21年）7月20日：京都駅から当駅まで複線化される。
- 2010年（平成22年）1月31日：当駅から二条駅まで複線化される。
- 2016年（平成28年）2月28日：新駅建設に伴い、梅小路までの東海道本線貨物支線（山陰連絡線）が廃止[5]。
- 2018年（平成30年）3月17日：駅ナンバリングが導入され、使用を開始。
- 2019年（平成31年）
  - 3月14日：みどりの窓口の営業を終了[6]。
  - 3月15日：みどりの券売機プラスの供用を開始[6]。
  - 3月16日京都駅 - 当駅間に梅小路京都西駅開業伴い、梅小路京都西駅が隣駅となる。

## 駅構造
島式ホーム1面2線を有する高架駅。山陰連絡線が廃止されるまでは京都貨物駅への貨物支線に入る列車は京都側の片渡り線を経由して上り線から下り線に移り、下り線から梅小路方への分岐に入る形になっていた。
改札口は地上に1か所、ホームは2階にある。地上とホームはエレベーターと階段で連絡している。駅舎への出入口は五条通（国道9号）に面した北側と、千本通に面した東側に設けられている。いずれの出入口も駅全体の北端に存在する。トイレは改札内の中2階に男女別、地上の駅務室横に車椅子対応があってそれぞれ水洗式である。
亀岡駅が管理し、JR西日本交通サービスが駅業務を受託する業務委託駅である。ICOCA利用可能駅。JRの特定都区市内制度における「京都市内」の駅である。

### のりば
| のりば | 路線     | 方向 | 行先           |
| ------ | -------- | ---- | -------------- |
| 1      | 嵯峨野線 | 上り | 京都方面       |
| 2      | 嵯峨野線 | 下り | 二条・亀岡方面 |

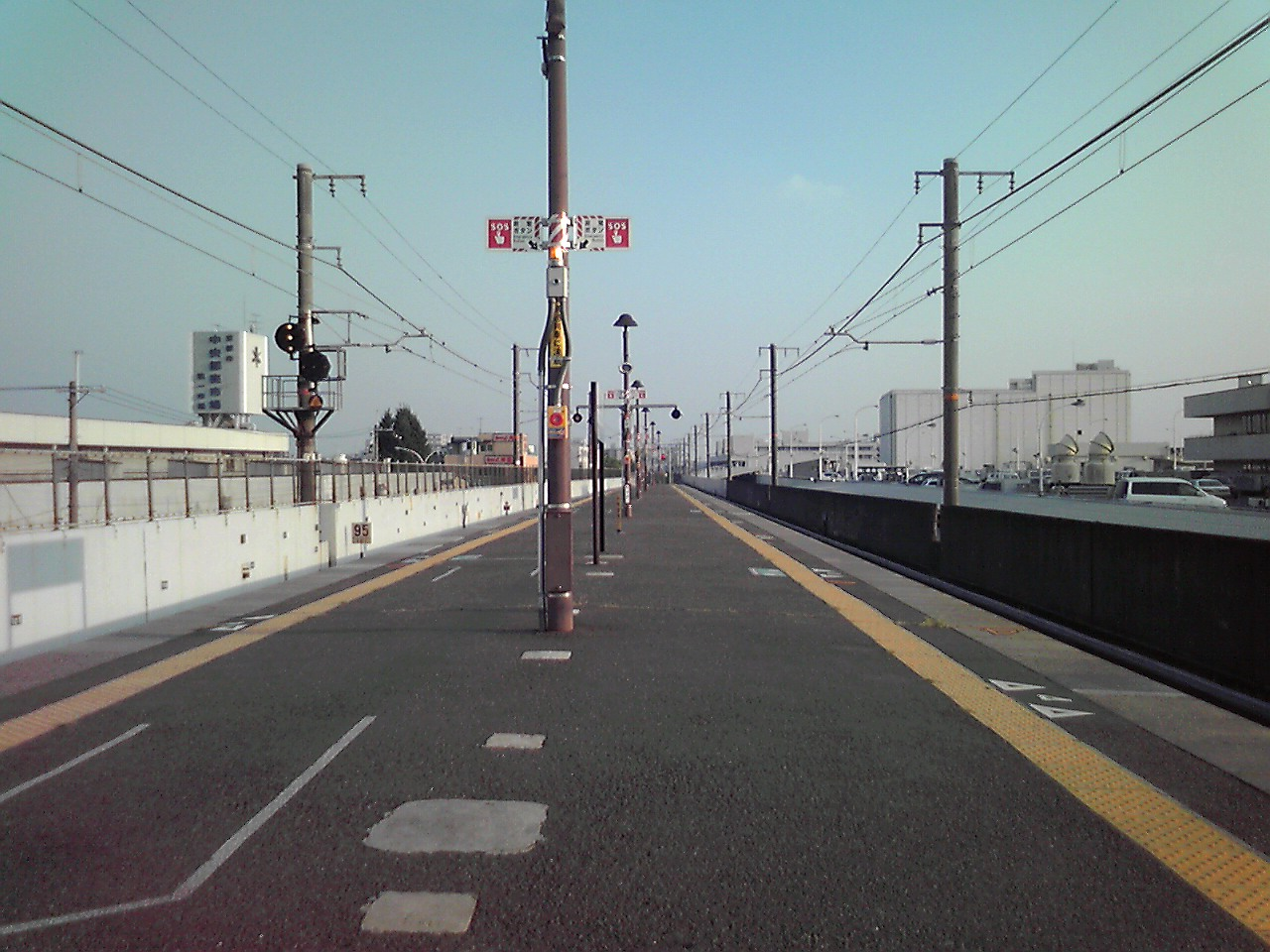
ホーム（2011年8月）

- 上表の路線名は旅客案内上の名称（愛称）で表記している。

## 利用状況
2023年度の1日当たりの利用者数は12,620人。1日の平均乗車人員は以下の通りである。
| 年度   | 1日平均 乗車人員 |
| ------ | ---------------- |
| 1999年 | 4,395            |
| 2000年 | 4,345            |
| 2001年 | 4,326            |
| 2002年 | 4,296            |
| 2003年 | 4,419            |
| 2004年 | 4,647            |
| 2005年 | 4,759            |
| 2006年 | 4,863            |
| 2007年 | 4,840            |
| 2008年 | 4,797            |
| 2009年 | 4,879            |
| 2010年 | 5,044            |
| 2011年 | 5,189            |
| 2012年 | 5,912            |
| 2013年 | 6,049            |
| 2014年 | 6,151            |
| 2015年 | 6,363            |
| 2016年 | 6,584            |
| 2017年 | 6,907            |
| 2018年 | 7,170            |
| 2019年 | 6,760            |
| 2020年 | 5,195            |
| 2021年 | 5,800            |
| 2022年 | 6,066            |

### 年度別1日平均乗車人員（1900年代—1940年代）
各年度の1日平均乗車人員は下表の通り。
| 年度                | 1日平均 乗車人員 |
| ------------------- | ---------------- |
| 1907年（明治40年）  | 167              |
| 1908年（明治41年）  | 173              |
| 1909年（明治42年）  | 183              |
| 1910年（明治43年）  | 199              |
| 1911年（明治44年）  | 192              |
| 1912年（大正 元年） | 163              |
| 1913年（大正02年）  | 93               |
| 1914年（大正03年）  | 87               |
| 1915年（大正04年）  | 71               |
| 1916年（大正05年）  | 77               |
| 1917年（大正06年）  | 89               |
| 1918年（大正07年）  | 89               |
| 1919年（大正08年）  | 95               |
| 1920年（大正09年）  | 111              |
| 1921年（大正10年）  | 131              |
| 1922年（大正11年）  | 126              |
| 1923年（大正12年）  | 166              |
| 1924年（大正13年）  | 196              |
| 1925年（大正14年）  | 225              |
| 1926年（昭和 元年） | 252              |
| 1927年（昭和02年）  | 366              |
| 1928年（昭和03年）  | 348              |
| 1929年（昭和04年）  | 508              |
| 1930年（昭和05年）  | 336              |
| 1931年（昭和06年）  | 160              |
| 1932年（昭和07年）  | 311              |
| 1933年（昭和08年）  | 526              |
| 1934年（昭和09年）  | 657              |
| 1935年（昭和10年）  | 732              |
| 1936年（昭和11年）  | 758              |
| 1937年（昭和12年）  | 837              |
| 1938年（昭和13年）  | 812              |
| 1939年（昭和14年）  | 235              |
| 1940年（昭和15年）  | 995              |
| 1941年（昭和16年）  | 1,023            |

## 駅周辺
駅は、東西方向に走る五条通（国道9号）と南北方向の千本通の交差点（五条千本交差点）の南側にある。
駅の西方には京都リサーチパークがあるほか、梅小路京都西駅にかけての線路西側沿いに京都市中央卸売市場第一市場がある。
また、駅から800 mほど南には梅小路公園があり、京都鉄道博物館や京都水族館が立地している（2019年3月16日に梅小路京都西駅が開業し、同駅が最寄り駅となった）。なお、高架化されるまでの旧丹波口駅の跡地は、現在は西新屋敷児童公園（揚屋町公園）になっている。
- 西本願寺
- 島原（嶋原遊郭跡）
- 京都産業大学附属中学校・高等学校
- 京都 - 二条間高架化工事竣工記念碑 - 駅北側の高架下に所在している。
- 東横INN京都五条大宮
- 京都市立光徳小学校

## バス路線
下記のほか、五条大宮バス停（大宮通沿い）には西日本JRバスの高雄・京北線などが発着している。
- 京都リサーチパーク前バス停

以前は当バス停の名称は五条千本であったが、京都市営バスは1997年10月12日、京阪京都交通(旧・京都交通)は2005年4月1日、京都バスは2017年3月18日に京都リサーチパーク前にそれぞれ改称された。
また、2003年3月2日のダイヤ改正により、丹後海陸交通の五条千本バス停が新設され、丹後海陸交通のバスが停車していたが、2013年12月21日のダイヤ改正で丹後海陸交通のバス停のみ廃止された。
バス停は駅前ではなく、駅から西へ徒歩2分の五条通沿いにある。
- 東行バス停
  - 京都市交通局（市バス）
    - 32系統：平安神宮・銀閣寺
    - 43系統：四条烏丸
    - 73系統・75系統：京都駅前
    - 80系統：祇園・四条河原町

  - 京阪京都交通
    - 21・21A・27系統：京都駅前
    - フラワーライン線：京都駅八条口・七条京阪前

  - 京都バス
    - 81系統：京都駅前
- 西行バス停
  - 京都市交通局（市バス）
    - 32系統：西京極・京都外大前
    - 43系統：久世橋東詰
    - 73系統：洛西バスターミナル
    - 75系統：映画村・山越中町
    - 80系統：西京極・太秦天神川駅

  - 京阪京都交通
    - 21系統・27系統：桂坂中央
    - 21A系統：桂坂中央・京都成章高校前
    - フラワーライン線：光華女子学園

  - 京都バス
    - 83系統：嵐山・苔寺・すず虫寺
    - 85系統：嵐山・阪急嵐山駅前
- 京都リサーチパーク4号館前バス停

2021年10月18日ダイヤ改正により新設された。七本松通沿いにあるバス停である。
- 京阪京都交通
  - 直行93系統：京都駅前

## 隣の駅
西日本旅客鉄道（JR西日本）
 嵯峨野線
■快速
通過
■普通
梅小路京都西駅 (JR-E02) - 丹波口駅 (JR-E03) - 二条駅 (JR-E04)

### かつて存在した路線
西日本旅客鉄道（JR西日本）
東海道本線（山陰連絡線）
梅小路駅 - 丹波口駅